# 농우회
농우회는 농림수산시책에 관한 연구와 자문 등으로 농정발전에 기여함을 목적으로 1990년 12월 11일 설립된 대한민국 농림축산식품부 소관의 사단법인이다. 사무실은 서울특별시 동작구 노량진2동 13-6에 있다.

## 주요 사업
- 회원 상호간의 친목도모 및 상부상조를 위한 사업
- 회원의 후생복리 증진에 관한 사업
- 농림수산 시책에 관한 자문 및 건의
- 농림수산 시책에 관한 조사․연구 및 홍보
- 기타 본회의 설립목적 달성에 필요한 수입사업